# ヒットマン (ゲームシリーズ)
『ヒットマン』（Hitman）は、IO Interactiveが制作し、アイドス（2009年からスクウェア・エニックス）より発売されたステルス性重視のサードパーソン・シューティングゲームのシリーズ名。プレイヤーは暗殺者であるエージェント47（エージェント・フォーティセブン）となり、様々な任務を遂行していく。シリーズの累計出荷本数は2015年に1500万本以上に達している。
本作を原作としたティモシー・オリファント主演の実写映画版については『ヒットマン（2007年の映画）』を参照。

## 概要
プレーヤーは、国際的な暗殺請負機関「ICA（The International Contract Agency）」に所属する暗殺者エージェント47となって、依頼された暗殺任務を様々な手段を持って行うという自由度の高さを売りにしたゲームである。
基本的には、ステルスゲームであり、変装やスニーキングといったシステムを用いながら敵に怪しまれず、気づかれることなくターゲットを暗殺することを目標とする。より隠密性が高いほど、良い称号が与えられたり（最高は「沈黙の暗殺者（サイレントアサシン）」であり、47の異名でもある）、シリーズによってはボーナスアイテムが支給されたり、報酬額が上がったりする。しかしながら、あくまでこれは手段の1つに過ぎず、重武装した上で正面突破を行なうなど、条件を満たすのであれば、基本的にどのような手段を用いて任務を遂行しても良い。また、殺す手段にしても、銃殺・刺殺・絞殺・毒殺など多様であり、場合によってはステージ特有の条件を用いて殺すといったことも可能である。銃器も拳銃からアサルトライフル、あるいは狙撃銃といった種類があり、また、時にはスコップやハンマーなど身近な道具で撲殺や刺殺といったこともできる。また、後述する死体発見によって警戒強化を避けるために、転落や機械の故障、あるいは動物に襲わせるなどの方法で、事故死に見せかけることも場合によって可能である。任務遂行に邪魔な人物がいる場合には、単純に殺す以外にも、眠らせるもしくは気絶させるなどの手段を用いて排除することもできる。
他にも、死体や意識不明の人物が発見されるなどによって警戒が強化されるなどのシステムがあり、これを防ぐために死体や意識を失っている人物を動かして隠すことが行えるシステムもある。また、民間人に目撃された場合は、警官やガードに通報される前に殺害して警戒が強化させないというシステムもある。
シリーズを経るごとにその自由度は高くなっており、『Blood Money』では、相手を押す、拳銃で殴って気絶させるなども可能になった。また、『Absolution』では「インスティンクト」と呼ばれる能力が登場し、以降のリブート作でもそのシステムの一部が引き継がれている。
2015年にリブート作の制作が発表され、2016年にその第1作となる『Hitman』がリリースされた。リブートシリーズでは47がICAに加入した時のエピソードから始まり、「影のクライアント」と呼ばれる謎の男や、国際的秘密結社「プロヴィデンス」の陰謀が展開される。2018年にリブート2作目となる『Hitman2』がリリースされた。また、2021年1月に『Hitman 3』がリリースされており、リブートシリーズは全3作で完結する旨が告知された。

## シリーズ
以下、発売順

### メインシリーズ
- 『Hitman: Codename 47』（ヒットマン コードネーム47）
- 『Hitman2: Silent Assassin』（ヒットマン2 サイレントアサシン）
PS2・Xbox版のタイトルは『Hitman: Silent Assassin』（ヒットマン サイレントアサシン）
- 『Hitman: Contracts』（ヒットマン コントラクト）
- 『Hitman: Blood Money』（ヒットマン ブラッドマネー）
- 『Hitman: Absolution』（ヒットマン アブソリューション）
  - 『ヒットマン スナイパーチャレンジ』（『Hitman: Absolution』のミニゲーム版）
- リブート版
  - 『Hitman』（ヒットマン）
  - 『Hitman 2』（ヒットマン2）
  - 『Hitman 3』（ヒットマン3）
  - 『HITMAN World of Assassination』（ワールド・オブ・アサシネーション、リブート版3作をまとめ追加要素を含めたバージョン）

### スピンオフ
- Hitman Blood Money Vegas(Java)
- Hitman Blood Money L.A.(Java)
- Hitman Go（パズルゲーム）(Android)
- Hitman Sniper(iOS、Android)
- Hitman Sniper2 The Shadows(iOS、android)

## ストーリー

### オリジナルシリーズ
Hitman Codename 47
病院で目覚めた一人の男。彼には過去の記憶が一切なかった。男は「父」と名乗る謎の男の声に導かれ、病院の地下施設から脱走する。その後彼は生き延びるために謎の組織より命じられる任務を遂行し続ける。銃器の扱いや暗殺の技術は何故か体が覚えていた。男のコードネームは「47」。あらゆる困難な任務も完璧に遂行する47。任務を続けていく47は、やがて自分の誕生に秘められた陰謀を知ることになる。
Hitman2 Silent Assassin
数々の困難な任務を遂行し、伝説とまで呼ばれた暗殺者、47。しかしある日突然、彼は裏の世界から姿を消す。自分の存在に疑問を感じた47は、組織と連絡を絶ち、修道院で贖罪の日々を送っていたのだ。恩師であり友人でもある神父の下、彼は庭師として働いていた。だがある日、神父が何者かに誘拐されてしまう。47を知る何者かが、47を利用するために神父を誘拐したのだった。47は神父を救うため、組織に神父の救出を依頼した。しかしその代償は、組織からの任務を遂行することだった。
Hitman Contracts
最高の暗殺者としてその名を知られる47。そんな彼がパリでの任務に失敗し、重傷を負ってしまう。失敗の原因は情報の漏洩、すなわち組織に裏切り者がいるとしか考えられなかった。追っ手から逃れ、かろうじて滞在するホテルにたどり着くが、失血により意識を失ってしまう。薄れていく意識の中、彼の過去の記憶がフラッシュバックしていく。
Hitman Blood Money
最高の暗殺者47は、あくまで伝説の人物としてその名を轟かせていた。しかし、ある記者がインタビューに訪れた元政府高官は彼が実在の人物だと言う。そして彼は、数日前にホワイトハウスで起きた副大統領暗殺事件と47の繋がりについて話し始めた。
Hitman Absolution
47は彼の人生の中で最も過酷な任務を組織から言い渡される。それは、組織にて長年に渡って彼の任務をサポートしてきた仲間であり、47にとって最も親しい友でもあるオペレーターの暗殺依頼だった。暗殺後、オペレーターの死の直前に託された最後の依頼を果たすため、またオペレーターの死の裏に隠された真実を求め、組織を離れ混沌の渦中へと身を投じる。

### リブートシリーズ
HITMAN
中央ヨーロッパの山間部、雪に覆われた極秘訓練施設に一人の男が到着した。不透明な素性や社会性・倫理の欠如を問題視されつつも、ダイアナと名乗るオペレーターの手引きによって最終テストに合格した彼は組織の暗殺者として承認される。47という番号のみを名前に持つこの男は、以来20年にわたってダイアナと共に数々の困難な任務を完璧に遂行する。それは同時に、彼の仕事によって世界の構図が人知れず塗り替わる20年間でもあった。そして今日もまた、47に新たな暗殺指令が下る。
HITMAN2
前作の一連の暗殺指令は、世界の裏で暗躍する都市伝説的存在を狙った陰謀であった。47の過去を知る男の接触を受けたダイアナは、混乱していく世界を立て直すため、また47の過去を取り戻すため、陰謀を企む「影のクライアント」の正体に迫ることに決める。
HITMAN3
「影のクライアント」ことルーカス・グレーは47がルーマニアの施設にいたころの親友だった。ルーカスの処置により記憶を取り戻した47は、世界の裏で暗躍する組織の壊滅の為、ルーカスと行動を共にするのであった。

## 登場人物

### レギュラー
47（フォーティーセブン）
声 - てらそままさき
本シリーズの主人公であり、ICAに所属する暗殺者。スキンヘッドで長身の寡黙で無感情な男。後頭部にはバーコードの刺青がある。普段は黒のオーダースーツに赤いネクタイという服装を好む。優れた身体能力と銃器に関する知識・技術、また変装術によって数々の暗殺を成功させる。誰にも気づかれずに標的を暗殺することから第2作『Silent Assassin』以降は「サイレントアサシン」の異名を持ち、伝説的な存在として裏社会で知られると同時に恐れられる（一般社会では都市伝説扱いされている）。殺しの武器としては絞殺に用いる金属探知機に反応しないワイヤーを携帯しており、また銃器としてはサイレンサー付きAMTハードボーラー（シルバーボーラー）の2丁拳銃をトレードマークとする。
オリジナルシリーズでは、ルーマニアに拠点を持つオルトマイヤー博士に作られた戦闘技術に特化させたクローン人間であり、オルトマイヤー、フランツ、パブロ、ボリス、リーら5人のDNAを元に生み出されたという設定になっている。47という名前も直接には当時の「被検体47番（Subject 47）」と呼ばれていたことに由来するが、その47という数字自体がオルトマイヤーがクローン研究において47個の染色体の秘密に気づいて完成させたことに由来した命名である。また47にはわずかに感情があり、これはオルトマイヤーからは完璧でないと見なされていた。第1作では記憶がなくオルトマイヤーの思惑に従って暗殺業を行うこととなるが、第2作以降は自分の意志で仕事を続けている。
リブートシリーズでは、オリジナルシリーズでのクローン人間という設定はどこまで踏襲されているかは不明。『Hitman2』においては少なくともルーマニアにあったプロヴィデンスが経営する、孤児院または少年院に偽装した暗殺者養成施設にいた少年であったことが明かされている（この孤児院の担当者としてオルトマイヤーの名が登場する）。
ダイアナ・バーンウッド
声 - 深見梨加
ICAの女性構成員。エージェント47の専任のオペレーター（ハンドラー）。基本的には無線通信といった形でエージェント47に暗殺の依頼を出したり、任務に関わる情報を伝える。
主人公のエージェント47と共に第1作からのレギュラーキャラクターであるが、オリジナルシリーズでは基本的には声だけの存在であり、直接的に登場した『Contracts』『Blood Money』でも顔は見えないなどの演出がなされた。初めて容姿が判明したのはシリーズ最終作『Absolution』である。リブートシリーズでは当初から顔出しで登場しており、両親と弟を殺した企業への復讐を続ける過程でICAにスカウトされたイギリス人準男爵令嬢という設定が設けられている。
エージェント・スミス
アメリカ中央情報局（CIA）の諜報部員。オリジナル、リブート両シリーズを通じて、基本的にいつも任務で失敗し、どこかに拘束されている。ゲーム上は彼の脱出を手助けして情報やアイテムを得るのが決まったパターンである。
シリーズを経るにつれ、何度も助けられたことから47を慕っているような言動をするが、47からは厄介者としか見られていない。

### 47の誕生にかかわる人物

#### オリジナルシリーズ
オットー・ヴォルフガング・オルトマイヤー
47の生みの親。通称「教授」。表向きはルーマニアの精神病院の院長で、ここで密かにクローン研究を行なっていた。フランス外人部隊に所属していた経歴を持つ。
外人部隊時代に出会ったフランツ、パブロ、ボリス、リーらの協力を得て47を完成させるが、己の戦力にしようと47の引渡しを要求する4人を次第に邪魔な存在と認識していく。そこで47を外の世界に放ち、「機関」を通して間接的に47を操って4人の暗殺を行なわせた。
感情を持つ47は未完成と考えており、次世代の「48」が完成したため、自らの精神病院のコバックス博士の暗殺依頼を出して自らのアジトへ47を誘い込む。しかし、全てを知った47によって後継の「48」達と共に殺害される最期を遂げる。
なお、『Contracts』では英語読みの「オートメイヤー」で呼ばれていた（「オルトマイヤー」はドイツ語読み）。
フランツ・フックス
オーストリア出身で国際テロリスト・グループの一員。第二次大戦中はヒトラー・ユーゲントに所属。その後、フランス外人部隊に入隊する。フランツには、フリッツとフェビアンという弟がいる。フリッツは歯医者だが、フランツのテロを手助けしており、フェビアンは核といった危険物の取引をしている。『Contracts』のリメイクステージにも登場。
パブロ・ベリサリオ・オシェ
コロンビア出身にして同地の麻薬王。自身も重度の麻薬中毒者で、「ハイになると悪魔のようだ」と部下に言わしめている。フランス外人部隊に所属していた経歴を持つ。
アルカディフ・ジェゴロフ
ロシアで武器の密売を手掛ける人物。通称「ボリス」。麻薬中毒者。反社会主義者で、旧ソ連時代にはアフガニスタンに武器を供給していた。フランス外人部隊に所属していた経歴を持つ。イヴァン（イワン）というピエロの格好をした部下がいる。
リー・ホン
香港のチャイニーズ・マフィア、赤龍会のリーダー。刃に致死毒を塗った中国剣を武器とする。フランス外人部隊に所属していた経歴を持つ。ボディーガードにズン（『Codename47』ではツン）という男を従えている。中華料理店に本部を構え、売春宿も経営している。休戦中だった対立組織の青蓮会と抗争を起こされた上で誘き出され、暗殺される。『Contracts』のリメイクステージにも登場。

#### リブートシリーズ
プロヴィデンス・パートナーズ
国際秘密結社プロヴィデンスの首領。19世紀終盤から20世紀初頭にかけて、それぞれ運輸・情報、金融、エネルギー・重工業で材を成したイギリスのカーライル家、ドイツのストイフェサント家、アメリカのイングラム家という3つの資産家一族の家長で構成される。1960年代から70年代にかけて、遺伝子調整を施して感情を除去し暗殺技能訓練を積ませた人間を構想し、オルトマイヤー博士を招いて実行に移した。